# Espacio Profundo 9
Espacio Profundo 9 (en inglés: Deep Space Nine) es una estación espacial ficticia del universo de Star Trek que aparece en la serie de televisión Star Trek: Espacio profundo 9, y es administrada por el comandante de la Flota Estelar Benjamin Sisko. 

## Historia
Fue creada en el 2351 por los cardasianos, con el nombre de Terok Nor, durante la ocupación de Bajor 18 años antes del fin de la ocupación, y orbitaba este planeta sirviendo de centro de procesamiento de minerales. Tras el fin de la ocupación en el 2369, pasó a ser propiedad de Bajor bajo supervisión de la Federación y bajo el mando de Benjamin Sisko. El descubrimiento del agujero de gusano motivó el traslado de la estación espacial a la boca del mismo.
Esta estación sirve de base para la exploración del Cuadrante Gamma a través del agujero de gusano bajorano, y es un centro de comercio y viaje para los habitantes del sector. Es administrada por una tripulación conjunta de oficiales de la Flota Estelar y bajoranos. Es el puerto base de numerosas naves pequeñas de la Flota Estelar y del USS Defiant. La estación y su tripulación juegan un papel vital en los acontecimientos del sector bajorano, el agujero de gusano y la Guerra de Dominio.
La estación Espacio Profundo 9 tiene un área comercial y de servicios llamada Promenade, donde se sitúan, entre otros, establecimientos como el bar de Quark, la tienda de ropa de Garak o el restaurante Klingon, así como el departamento de seguridad del agente Odo y la enfermería del doctor Julian Bashir.
Al principio la estación tuvo muchos problemas técnicos a causa de la retirada de Cardassia de la estación, pero los problemas fueron solucionados gradualmente con la ayuda del jefe de ingeniería Miles O'Brien. También, al principio, la estación estaba muy mal armada por la misma razón, pero con la aparición del Dominio eso cambió. La Federación se encargó, que la estación se convirtiese en una poderosa fortaleza, que demostró luego su eficacia contra los Klingons y el Dominio.
Después de la guerra del Dominio la estación continuó estando bajo la propiedad de Bajor bajo el mando de Kira Nerys a causa de la desaparición de su anterior comandante, Benjamin Sisko.